# Ketty Lester
Ketty Lester (nacida como Revoyda Frierson; 16 de agosto de 1934) es una cantante y actriz estadounidense conocida por su sencillo de 1961 " Love Letters ", que alcanzó el top 5 de las listas de Estados Unidos y el Reino Unido. También es conocida por su papel de Hester-Sue Terhune en la serie de televisión estadounidense La Familia Ingalls. Además, tuvo un papel importante en la película de terror Drácula negro de 1972.

## Biografía
Ketty Lester nació como Revoyda Frierson el 16 de agosto de 1934 en Hope, Arkansas. Sus padres, Pearl y Arthur Frierson, eran granjeros que eventualmente tendrían un total de 15 hijos. Cuando era niña, Lester cantó primero en su iglesia y luego en los coros escolares. Ganó una beca para estudiar música en el San Francisco State College y, a principios de la década de 1950, comenzó a actuar bajo el nombre de "Ketty Lester" en el club Purple Onion de la ciudad. Más tarde realizó una gira por Europa y América del Sur como cantante con la orquesta de Cab Calloway.

## Discografía

### Álbumes
- Love Letters - 1962
- Betty Everett & Ketty Lester  - 1964
- The Soul of Me - 1964
- Where Is Love? - 1965
- When a Woman Loves a Man - 1966
- Ketty Lester - 1969
- Ketty Lester in Concert - 1977
- A Collection of Her Best - 1982
- I Saw Love - 1984